# Das Verschwinden der Eleanor Rigby
Das Verschwinden der Eleanor Rigby (Originaltitel: The Disappearance of Eleanor Rigby: Them) ist ein US-amerikanisches Filmdrama aus dem Jahr 2014. Ned Benson führte Regie und schrieb auch das Drehbuch. Es ist sein erster Langfilm. In den Hauptrollen spielen Jessica Chastain und James McAvoy.
Das Projekt wurde als zweiteiliger Film gedreht, wodurch die jeweilige Sichtweise des von Jessica Chastain und James McAvoy gespielten Paares veranschaulicht werden soll. In dieser Version wurden beide Filmteile 2013 beim Internationalen Film Festival von Toronto aufgeführt, wo sie sehr positiv aufgenommen wurden. Nach der Premiere schnitt Ned Benson den Film und fügte die Versionen Her, der die Geschichte aus Eleanors Sicht erzählt, und Him, der Conors Standpunkt einnimmt, zu Them zusammen. Die verschiedenen Blickwinkel beider wechseln sich nun ab, wobei die Wahl der Farbgebung unterstützend zeigt, wessen Sicht gerade wiedergegeben wird. Conor bewegt sich vornehmlich in einer kalt-bläulichen Welt in den abendlichen Straßen New Yorks oder seinem dunklen, kleinen Lokal, Eleanor in den warmen Tönen ihres Jugendzimmers im Anwesen ihrer Eltern oder in der Universität in Begleitung von Lillian Friedman.

## Grundgerüst
Die Handlung der zusammengeschnittenen beiden Teile Her und Him zu Them zeigt, wie Eleanor und Conor sich kennen- und lieben lernen, macht einen Schnitt, und setzt dann mit der Handlung erst einige Jahre später wieder ein, indem die verschiedenen Sichtweisen der Hauptpersonen wiedergegeben werden. Man erfährt, dass Eleanor und Conor glücklich verheiratet in einem Appartement in New York lebten. Conor leitete ein kleines Lokal zusammen mit seinem besten Freund Stuart, während Eleanor an ihrer Dissertation arbeitete. Dann muss etwas passiert sein, was der Film erst nach und nach preisgibt.

## Handlung
Eine Frau und ein Mann sitzen in einem New Yorker Restaurant. Spontan beschließen sie, die Zeche zu prellen. Gemeinsam laufen sie übermütig lachend in einen nahegelegenen Park, wälzen sich im Gras, tauschen Zärtlichkeiten aus und schauen den Glühwürmchen nach.
Zeitsprung: Die Frau, bei der es sich um Eleanor Rigby handelt, wie wir kurz darauf erfahren, läuft ziel- und teilnahmslos durch die Straßen der Stadt. Unvermittelt springt sie von der Manhattan Bridge in die Tiefe des gurgelnden Wassers. Durch die geistesgegenwärtige Reaktion eines Mannes kann sie gerettet werden. Nach kurzem Krankenhausaufenthalt zieht Eleanor wieder in ihr Elternhaus in den Vorort Westport ein. Bei ihrer Ankunft wird deutlich, dass man ein bestimmtes Thema aussparen will.
Nun erfahren wir auch, dass es sich bei dem Mann, mit dem Eleanor anfangs des Films so glücklich war, um Conor Ludlow handelt. Er haust in einem kleinen dunklen Zimmer hinter seinem Lokal und sieht mitgenommen aus. Sein Versuch, Eleanor anzurufen, schlägt fehl. Er entschließt sich, eine Zeitlang bei seinem Vater zu wohnen.
Eleanor hat sich ihr langes Haar inzwischen zu einer Kurzhaarfrisur schneiden lassen, damit einher geht ihr Entschluss, ihr Studium wieder aufzunehmen. Mit der Professorin Lillian Friedman freundet sie sich schnell an. Sie erzählt ihr auch, dass ihre Eltern sie nach dem gleichnamigen Song der Beatles benannt hätten.
Durch seinen Freund Stuart erfährt Conor, dass Eleanor wieder in der Stadt ist. Tatsächlich kann er sie ausfindig machen. Einige Tage verfolgt er Eleanor, ohne sich bemerkbar zu machen. Als er darüber mit seinem Vater spricht, meint dieser, Conor solle sich davor hüten, Dingen nachzutrauern. Bei dem Versuch einer Kontaktaufnahme mit Eleanor schreit sie ihn an: „Was haben wir ausgemacht, Conor? Lass mich einfach in Ruhe“, und stürmt davon. Conor setzt ihr nach und wird von einem Auto angefahren. Eleanor rennt aufgeregt und besorgt zu ihm zurück. Als ein Passant sie fragt, ob sie den Mann kenne, antwortet sie: „Ja, er ist mein Mann.“ An der Bordsteinkante auf den Krankenwagen wartend, können beide auch jetzt nicht die richtigen Worte finden.
Eleanor weiß zwar, dass ihre Eltern es gut meinen, ist aber trotzdem wütend, als sie nach Hause kommt und sich dort einem befreundeten Psychologen gegenübersieht. Ihr Vater will sie beschwichtigen, indem er auf ihren Zustand verweist, was sie noch wütender macht. „Er war auch mein Enkel, ich hab ihn auch verloren“, ist alles, was er hervorbringt. Eleanor will das Thema jedoch nicht anrühren, zu groß ist der Schmerz. Einige Tage später sucht Conor das Haus der Rigbys auf, trifft aber nur seine Schwiegermutter Mary Rigby an. Sie sinniert, dass es nun schon sieben Jahre her sei, dass Eleanor ihn erstmals mitgebracht habe. Als sie wissen will, wie es ihm geht, meint er nur, er habe eben weitergemacht, was habe er sonst auch tun können. „Menschen trauern unterschiedlich“, ist Marys Antwort.
Als Eleanor sich an diesem Abend mit ihrer Schwester Katy unterhält, macht diese ihr Vorwürfe, sie habe Conor den Boden unter den Füßen weggezogen. Er habe alle Sachen von Cody in den Schrank gestopft und zehn Minuten später chinesisches Essen bestellt, entgegnet Eleanor. Sie habe es sechs Monate lang versucht, sie seien zwar zusammen gewesen, aber trotzdem Lichtjahre voneinander entfernt. Sie habe Gedanken gehabt, die sie niemals für möglich gehalten habe.
Nachdem Conor seinem Freund Stuart, der bei ihm als Koch arbeitet, sagen musste, dass das Lokal sich nicht mehr trägt, findet er beim Betreten des Gastraums Eleanor an der Theke sitzend vor. Zusammen verschwinden sie, so wie Eleanor es will. Bei einer Spritztour mit dem Auto geraten sie in ein schlimmes Unwetter und müssen halten, da die Scheibenwischanlage defekt ist. Conor gesteht Eleanor, dass er mit einer anderen Frau geschlafen habe. Daraufhin bricht Eleanor das gerade begonnene Liebesspiel ab. Auch jetzt ist es beiden unmöglich, über ihre wahren Gefühle zu sprechen.
Nachdem Conor sein Restaurant aufgelöst hat, spricht er mit seinem Vater und meint, sein Leben sei ein Scherbenhaufen. Erstmals gelingt es ihm auch, über seinen toten Sohn zu sprechen. „Seit das, was passiert ist, passiert ist“, sucht er in Worte zu fassen, sei jeder Gedanke oder auch nur die kleinste Erinnerung an ihn, etwas, das er so weit wie möglich von sich fernhalte. Als Conor am anderen Morgen die Wohnung leerräumt, die er mit seiner Familie bewohnt hat, wird er auch mit vielen Gegenständen konfrontiert, die mit seinem Sohn zu tun hatten. Erschöpft schläft er nach einer Weile auf dem Sofa ein und sieht sich beim Erwachen Eleanor gegenüber. „Manchmal sehe ich für einen kurzen Augenblick seine Augen, und wie er brav in seinem Bettchen liegt, und mich anstrahlt“, meint Eleanor „und dann verschwindet sein Bild wieder.“ Conors Antwort überrascht sie, und führt ihr vor Augen, wie sehr auch er den gemeinsamen Sohn geliebt hat. Sie versuchen ihre Trauer mit Zärtlichkeit zu ersticken und Eleanor sagt Conor, dass sie ihn liebe. Als er eingeschlafen ist, geht sie. Sie will in Paris ihr während der Promotion abgebrochenes Anthropologie-Studium fortsetzen. Zuvor holt sie jedoch noch ein Bild hervor, das sie, Conor und ihren kleinen Sohn zeigt und hängt es zu den anderen Familienbildern im Treppenhaus.
Zeit ist vergangen. Conor führt inzwischen erfolgreich das etablierte väterliche Restaurant. Als er sich an diesem Abend vor dem Hauptgeschäft entschließt, noch eine Runde zu drehen, strebt er dem Park zu, in dem die Liebe zu Eleanor ihren Anfang nahm. Kurz darauf erscheint Eleanor und betritt das Gelände nicht weit entfernt von Conor ebenfalls.

## Produktion, Hintergrund und Veröffentlichung
Der Unison Film wurde von Myriad Pictures, Dreambridge Films Standard Deviations Production im Verbund mit Kim and Jim Productions, Division Films präsentiert. Die Filmaufnahmen entstanden in New York. Es stand ein geschätztes Budget von 3 Millionen Dollar zur Verfügung. Die Circa-Einnahmen in den USA betrugen am 28. September 2014 $ 585.640.
Die erste Drehbuchfassung des Regisseurs und Autors Ned Benson sah vor, dass die Geschichte ausschließlich aus der Sicht Conors erzählt wird, und Eleanor demnach, wie es auch der Titel andeutet, ohne jede Erklärung aus seinem Leben verschwindet. Nachdem seine damalige Lebensgefährtin Jessica Chastain das Drehbuch gelesen hatte, regte sie jedoch an, die Rolle der Eleanor weiter auszubauen. Daraus entwickelte sich bald der Ansatz, zwei Filme zu drehen, einen aus seiner und einen aus ihrer Sicht, was dann auch umgesetzt worden ist. Diese voneinander abhängigen Filme hatten 2013, als The Disappearance of Eleanor Rigby: Her und The Disappearance of Eleanor Rigby: Him Premiere beim Film Festival in Toronto. Erst danach wurden beide Teile geschnitten und zu einer Version zusammengefügt, die dann 2014 beim Filmfestival in Cannes in der Sektion Un certain regard ihre Premiere hatte.
Jessica Chastain äußerte sich über die Liebesszenen, die sie mit James McAvoy zu drehen hatte, dass sie Mühe gehabt habe, ernst zu bleiben, da McAvoy sehr lustig sei. Um für die Rolle der Eleanor Rigby, für die sie erste Wahl war, frei zu sein, lehnte Chastain die Rolle der Maya Hansen in der Comicverfilmung Iron Man 3 ab.
Der Film wurde auf folgenden Festivals vorgestellt:
- 17. Mai 2014: Filmfestival in Cannes in Frankreich
- 14. Juli 2014: Ischia Global Film & Music Festival in Italien
- 6. September 2014: Filmfestival in Deauville in Frankreich
- 21. September 2014: Cinefest Sudbury International Film Festival in Kanada
- 22. September 2014: Donostia-San Sebastian International Film Festival in Spanien
- 3. Oktober 2014: Rio de Janeiro International Film Festival in Brasilien
- 15. Oktober: Haifa Film Festival in Israel
- 17. Oktober 2014: London Film Festival im Vereinigten Königreich
- 22. Oktober 2014: American Film Festival in Breslau in Polen
- 8. November 2014: Lisbon & Estoril Film Festival in Portugal
- 9. November 2014: Stockholm International Film Festival in Schweden

In den USA startete er am 12. September 2014 unter dem Originaltitel The Disappearance of Eleanor Rigby: Them. In Deutschland war er erstmals am 27. November 2014 unter dem Titel Das Verschwinden der Eleanor Rigby zu sehen. Außerdem wurde er auch in folgenden Ländern vermarktet: Türkei, Österreich, Singapur, Belgien, Schweden, Aserbaidschan, Griechenland, Ungarn und Russland.
Der Film wurde am 7. Mai 2015 vom Studio Prokino (EuroVideo Medien GmbH) mit einer deutschen Tonspur auf DVD veröffentlicht (Spieldauer 118 Minuten).

## Synchronisation
Die deutsche Synchronisation entstand bei der Scalamedia GmbH in München unter der Dialogregie und dem Dialogbuch von Marina Köhler.
| Rollenname             | Schauspieler     | Synchronsprecher         |
| ---------------------- | ---------------- | ------------------------ |
| Eleanor Rigby          | Jessica Chastain | Stefanie von Lerchenfeld |
| Conor Ludlow           | James McAvoy     | Johannes Raspe           |
| Alexis                 | Nina Arianda     | Angela Wiederhut         |
| Prof. Lillian Friedman | Viola Davis      | Sandra Schwittau         |
| Stuart                 | Bill Hader       | Stefan Günther           |
| Spencer Ludlow         | Ciarán Hinds     | Bernd Rumpf              |
| Mary Rigby             | Isabelle Huppert | Julia Kratz              |
| Julian Rigby           | William Hurt     | Wolfgang Condrus         |
| Katy Rigby             | Jess Weixler     | Katharina Schwarzmaier   |
| Sia                    | Nikki M. James   | Kathrin Gaube            |

## Musik im Film
- Don’t wake the Dead, geschrieben und vorgetragen von Guards
- Konzert für Piano und Orchester Nr. 23 in A-Dur, KV 488, 2. Satz: „Adagio“ von Wolfgang Amadeus Mozart
- The Process, geschrieben und vorgetragen von Flying Points, arrangiert von Jim Long
- Variationen über ein Thema von Haydn, op. 56b, geschrieben von Johannes Brahms, arrangiert von Jim Long
- Valentine's Day, geschrieben und vorgetragen von Max Kagan und Scott Weinshank
- How to talk to Girls, geschrieben und vorgetragen von James Webber
- Nam, geschrieben und vorgetragen von Max Kagan und Scott Weinshank
- Sailing, geschrieben vom Dave Hodge und Leah Siegel, vorgetragen von Leisure Cruise
- Konzert für König Ferdinand IV. von Neapel, geschrieben von Joseph Haydn, arrangiert von Jim Long
- Not Supposed To, geschrieben und performed von Guards
- A Great Design, geschrieben von Chris Stewart, vorgetragen von Black Marble
- Konzert für Violine und Orchester No. 4 D-Dur KV 218 „Andante cantabile“ von Mozart, arrangiert von Jim Long
- The Blame, geschrieben und vorgetragen von Flying Points
- Dance Across the Sky, geschrieben von Garens Gueyikian und Keyle Kelso, vorgetragen von Kill the Alarm
- The Lucky One, geschrieben von Tomas Costanza, Jacquelyn Willard, Ashley Levy, Niki Schiveley, Mike London, vorgetragen von Jayuelyn Willard
- So in Love, geschrieben von Andrew McCluskey und Paul David Humphreys, vorgetragen vom Orchestral Manoeuvres in the Dark
- Whiskey in my Blood, geschrieben und vorgetragen von Max Kagan und Scott Weinshank
- Blue Ball Blues, geschrieben und vorgetragen von Max Kagan und Scott Weinshank
- Konzert für Violine und Orchester No. 3 G-Dur KV 216 „Adagio“, geschrieben von Mozart, arrangiert von Jim Long
- Me without you, geschrieben von Lacey Caroline Steinel und Keyle Kelso, vorgetragen von Lacey Caroline
- Dancing with the Lights Out, geschrieben und vorgetragen von Roxxpin
- Went to War, geschrieben und vorgetragen von Amason
- No Resisto Mas, geschrieben von Alex Torres und Elda Arias, vorgetragen von Alex Torres and his Latin Orchestra
- Move On, geschrieben und vorgetragen von Pink Skull
- Race to Erase und No Fate Awaits Me, geschrieben und vorgetragen von Son Lux mit Faux Fix

## Rezeption

### Kritik
Gelobt wurde von der deutschsprachigen Kritik insbesondere die Darstellung von Chastain und McAvoy, auch wurde gelobt, dass der Film nicht kitschig, sondern eher bitter-süß wirke.
Cinefacts war der Ansicht, „weil das Innenleben der Charaktere […] nur zögerlich enthüllt wird, fährt die emotionale Spannung der Geschichte einen holprigen Kurs“ und zog das Fazit: „Das zurückhaltende Drama ‚Das Verschwinden der Eleanor Rigby‘ zeigt, wie die Liebe eines Paares nach einem Schicksalsschlag zu zerbrechen droht. Ihre Einsamkeit hüllt die Charaktere jedoch in eine geheimnisvolle Aura, die nur mäßig spannend ist.“
Andreas Kilb stellte in der Frankfurter Allgemeinen darauf ab, dass die Version Them einst aus zwei Filmen bestanden habe und die Zusammenfügung dieser beiden Teile ein Kompromiss sei, was man dem Film auch ansehe. Kilb sprach von einer „erpressten Vereinigung“ durch die Verleihfirma und führte weiter aus: „und in dieser erpressten Vereinigung hat sich der ästhetische Reiz seines Projekts in Luft aufgelöst. ‚Das Verschwinden der Eleanor Rigby‘ ist immer noch ein sympathischer, aber leider kein klarer und wahrhaftiger Film mehr. Daran kann auch Isabelle Huppert, die den Lebensüberdruss ihrer Figur mit der Präzision eines Metronoms durch die Bilder schwingen lässt, nichts ändern.“
David Kleingers von Spiegel Online sah das allerdings anders und schrieb, dass sich die jetzt im Kino gezeigte Fassung „keineswegs als kommerziellen Überlegungen geschuldeter Kompromiss“ offenbare. „Im Gegenteil: Auch ohne Wissen um die experimentelle Genese des Film-Triptychons überzeugt sie als eigenständiges, außergewöhnliches Drama.“ Für ihn stellte sich der Film als „eine berührende Geschichte über Verlust und Nähe mit wunderbaren Schauspielern“ dar. Er befand, es sei „einer der schönsten Filme des Jahres über die Liebe“.
Susan Vahabzadeh von der Süddeutschen war der Ansicht, Regisseur Ned Benson zeige in seinem Debütfilm „auf überzeugende Art […] Menschen, die zu viel zwischen den Zeilen kommunizieren“.
Bei Cinema war zu lesen: „Ehrlicher, trauriger und berührender kann Kino nicht sein.“ Fazit: „Das wahrhaftige, behutsam inszenierte Porträt einer beschädigten Paarbeziehung.“

### Auszeichnungen
Gewonnen:
- Critics’ Choice MVP Award bei den Critics’ Choice Movie Awards 2015 für Jessica Chastain für ihre Leistung in The Disappearance of Eleanor Rigby: Her und The Disappearance of Eleanor Rigby: Him
- Ischia Actress Award beim Ischia Global Film & Music Festival 2015 für Jessica Chastain

Nominierungen:
- Cannes Film Festival 2014: Ned Benson in der Kategorie Goldene Kamera und für den Certain Regard Award
- BET Awards 2015: Viola Davis in der Kategorie „Beste Darstellerin“
- Black Reel Awards 2015: Viola Davis in der Kategorie „Beste Nebendarstellerin“
- Central Ohio Film Critics Association 2015: Jessica Chastain für den COFCA Award in der Kategorie „Schauspielerin des Jahres“
- Image Awards 2015: Viola Davis für den Image Award in der Kategorie: „Herausragende Schauspielerin“
- International Online Cinema Awards (INOCA) 2015: Son Lux (No Fate Awaits Me – 4th place) für den INOCA in der Kategorie „Bester Original-Song“
- Prism Awards 2015: Prism Award in der Kategorie „Bester Hauptfilm“